# Uniwersytet w Uppsali
Uniwersytet w Uppsali (szw. Uppsala universitet) – szwedzka publiczna szkoła wyższa w Uppsali. Uczelnia została założona w roku 1477, co czyni ją najstarszym uniwersytetem w Skandynawii. Uczelnia konsekwentnie plasuje się w pierwszej setce najlepszych uniwersytetów na świecie.

## Wydziały
Uniwersytet tworzy 9 wydziałów:
- Wydział Teologiczny (szw.) Teologiska fakulteten[4]
- Wydział Prawa (szw.) Juridiska fakulteten[5]
- Wydział Historyczno-Filozoficzny (szw.) Historisk-filosofiska fakulteten[6]
- Wydział Lingwistyki (szw.) Språkvetenskapliga fakulteten[7]
- Wydział Nauk Społecznych (szw.) Samhällsvetenskapliga fakulteten[8]
- Wydział Pedagogiki (szw.) Fakulteten för utbildningsvetenskaper[9]
- Wydział Medyczny (szw.) Medicinska fakulteten[10]
- Wydział Farmaceutyczny (szw.) Farmaceutiska fakulteten[11]
- Wydział Nauk Przyrodniczych i Technicznych (szw.) Teknisk-naturvetenskapliga vetenskapsområdet[12].

Wśród struktur uniwersytetu znajdują się też liczne muzea, niektóre klasy światowej, w tym Gabinet Monet.
Uniwersytet posiada bezcenną bibliotekę stworzoną głównie z grabieży wojennych. Historyk Kazimierz Ślaski w Tysiącleciu polsko-skandynawskich stosunków kulturalnych obliczył, że na początku XVII wieku zasoby Biblioteki Uniwersyteckiej w Uppsali liczyły kilkaset tomów, natomiast już w roku 1641 zbiory te wzbogaciły się o blisko 8000 woluminów pochodzących z łupów wojennych Gustawa II Adolfa. 
Biblioteka Uniwersytecka w Uppsali posiada wiele polskich księgozbiorów zagrabionych na terenie Polski w czasach najazdów szwedzkich m.in. biblioteki z Braniewa, Fromborka oraz dwie z Poznania (jezuitów i bernardynów). Z Fromborka do Uppsali Szwedzi w 1626 zagrabili m.in. bogaty księgozbiór Mikołaja Kopernika, wraz z archiwum biskupów warmińskich i księgozbiorem kapituły warmińskiej. Biblioteka w Uppsali obecnie posiada najsłynniejsze na świecie kopernikana. Ze szwedzkiego raportu Bibliotheca Copernicana z 1914 roku wynika, że z 46 tomów kopernikańskich z notatkami astronoma aż 39 znajduje się w bibliotece uniwersyteckiej w Uppsali, dwa w uppsalskiej bibliotece Obserwatorium Astronomicznego i jeden w Bibliotece Królewskiej w Sztokholmie. W Uppsali znajduje się m.in. pierwsze norymberskie wydanie dzieła Mikołaja Kopernika O obrotach ciał niebieskich z 1543 roku. Własnością wielkiego astronoma były też dwa traktaty astronomiczne z 1490 i 1492 roku, inkunabuł treści lekarskiej z 1490 roku i słownik gramatyczny – wszystkie te dzieła są podpisane przez Kopernika oraz zawierają jego odręczne notatki. Wśród zagrabionych poloników w uppsalskiej bibliotece znajduje się także m.in. Chronica Polonorum Macieja Miechowity z 1521 roku, Zielnik Szymona Syreńskiego z 1613 roku i Agenda Hieronima Powodowskiego z 1605 roku – pięknie zachowany egzemplarz jednego z ważniejszych dzieł liturgii katolickiej.